# Today's Tickets Center
Today's Tickets Center（トゥデイ・チケット・センター、TTC）は、大阪駅ビジターズインフォメーションセンター・梅田内にあるコンサートなど各種イベントの当日券専用プレイガイド。2013年1月現在休業中。

## 概要
ニューヨークのブロードウェイにある当日券を割引価格で販売するサービス『tkts』を参考に、NPO法人「ライブエンターテイメント推進協議会」が運営。

## 趣旨
- 日本(特に関西)のライブエンターテイメントの振興
- 日本(特に関西)の観光コンテンツの創造

## 目的
- 潜在需要の発掘と育成
- 需給に応じた柔軟な価格設定

## 沿革
- 2010年2月 - 劇場関係者に対する説明会開催。
- 2010年3月 - 大阪市道頓堀中座くいだおれビルにて試験運用開始。
- 2010年9月 - 大阪市ビジターズインフォメーションセンター・梅田に移転の上本格運用開始。
- 2011年9月 - 9月末をもって休業。